# 布盧伯里鎮區 (明尼蘇達州沃迪納縣)
布盧伯里鎮區（英語：Blueberry Township）是位於美國明尼蘇達州沃迪納縣的一個行政鎮區。

## 地方資料
布盧伯里鎮區的面積為82.92平方千米，當中陸地面積為78.23平方千米，而水域面積為4.69平方千米。根據2020年美國人口普查的數據，當地共有人口828人，而人口密度為每平方千米9.99人。